# Fight Club
Fight Club (conocida como  El club de la lucha en España y como  El club de la pelea en Hispanoamérica) es una película estadounidense de 1999 basada en la novela homónima de Chuck Palahniuk. La cinta fue dirigida por David Fincher y protagonizada por Edward Norton, Brad Pitt y Helena Bonham Carter. 
La novela de Chuck Palahniuk fue escogida por Laura Ziskin, productora de la 20th Century Fox, quien contrató a Jim Uhls para escribir el guion de la adaptación cinematográfica. David Fincher fue uno de los cuatro directores considerados, siendo contratado finalmente por su entusiasmo hacia el proyecto. Fincher desarrolló el guion con Uhls y solicitó la ayuda en su escritura a actores y otros miembros de la industria del cine. El director y el elenco compararon la película con Rebelde sin causa de 1955 y El Graduado de 1967. Fincher intentó que la violencia de la cinta sirviese como metáfora del conflicto entre las generaciones jóvenes y el sistema de valores de la publicidad. El director copió los matices homoeróticos de la novela de Palahniuk para hacerla incómoda al público y evitar que anticipasen el dramático giro del final.
A los ejecutivos del estudio no les gustó la película y reestructuraron la campaña de marketing para tratar de reducir las posibles pérdidas. Fight Club no cumplió las expectativas del estudio en taquilla y recibió reacciones polarizadas por parte de la crítica, volviéndose una de las películas más controvertidas y discutidas de ese año. Los críticos elogiaron la actuación, la dirección, los temas y los mensajes, pero debatieron sobre la violencia explícita y la ambigüedad moral. Con el tiempo, sin embargo, la recepción hacia la película se ha vuelto muy positiva entre los críticos y el público, encontrando éxito crítico y comercial con su lanzamiento en DVD, lo que facilitó que Fight Club se convirtiera en una película de culto. Es considerada por muchos como una de las mejores películas de la década de 1990.

## Argumento
El narrador (Edward Norton), que sufre de insomnio y cuyo nombre nunca se menciona, es un empleado de una empresa aseguradora. Su médico se niega a recetarle medicación y, al quejarse de que está sufriendo, le replica que vaya a un grupo de apoyo para ver lo que es el sufrimiento de verdad. El narrador asiste a un grupo de apoyo de víctimas de cáncer testicular y, después de convencerlos de que él también está aquejado de la enfermedad, encuentra una liberación emocional que le cura el insomnio. Se convierte en un adicto a los grupos de terapia y a la farsa de hacerse pasar por víctima. Sin embargo, la presencia de Marla Singer (Helena Bonham Carter) le molesta, ya que se da cuenta de que ella busca el mismo paliativo para los problemas en su vida y teme que lo delate ante todos, por lo que negocia con ella para evitar encontrarse en las mismas reuniones.
En el vuelo de regreso tras un viaje de trabajo, comienza a charlar con un extraño que se presenta como un vendedor de jabón llamado Tyler Durden (Brad Pitt). Comienzan una conversación sobre el nihilismo y la importancia de realizar lo que uno cree que es correcto. Regresando a su ciudad y a su hogar, se da cuenta de que su apartamento ha sido destrozado por una explosión y llama a Tyler, reuniéndose ambos en un bar. Una conversación sobre el consumismo hace que Tyler invite al narrador a quedarse en su casa. Aunque inicialmente se muestra reacio, acaba aceptando la invitación. Tyler acepta que el narrador se quede en su casa con la condición de que lo golpee. Ambos se enfrascan en una pelea a puñetazos fuera del bar, después de la cual el narrador se muda a la demacrada casa de Tyler. Los golpes y riñas, que terminan por hacerse comunes entre los dos, atraen curiosos y las peleas pasan al sótano del bar, donde se forma un club de lucha regido por una serie de reglas (entre las que destaca no hablar acerca del club de lucha con otras personas).
Marla sufre una sobredosis de pastillas y llama al narrador para que la ayude; él la ignora, no obstante Tyler toma la llamada y decide ir por ella. Después de tener relaciones sexuales, Tyler advierte al narrador de nunca mencionarlo frente a Marla. Lo que parecía ser algo local se convierte en un club de lucha clandestino avanzado, sumando seguidores a lo largo de todo el país. Se forman más clubes de lucha convirtiéndose en una organización anticapitalista y anticorporativista llamada Project Mayhem (Proyecto Caos), con Tyler como líder. El narrador se queja ante Tyler, ya que desea más protagonismo en la organización, tras lo cual el primero desaparece. El narrador se enfrenta a la muerte de un miembro (Bob) del Project Mayhem, e intenta dar por cerrada la organización. Trata de seguir el rastro a Tyler pero la búsqueda no rinde frutos. En una de las ciudades en las que lo busca, un miembro del proyecto llama al narrador por el nombre de Tyler Durden. Tras esto, el narrador llama desde su habitación de hotel a Marla y descubre que ella también cree que es Tyler. De pronto, ve a Tyler Durden en la habitación y este le explica que son personalidades disociadas dentro del mismo cuerpo. Tyler controla el cuerpo del narrador cuando éste está dormido.
Después de la conmoción, el narrador se queda inconsciente. Al despertar descubre que, por el registro telefónico, Tyler realizó llamadas durante su desvanecimiento. Desenmascara los planes de Tyler de producir una situación de caos social a base de destruir los edificios que contienen registros de compañías de tarjetas de crédito. De este modo, los ficheros de deudas bancarias de gran parte de la población serían destruidos. El narrador intenta contactar con la policía, pero los agentes con los que habla también forman parte del Proyecto e intentan cortarle los testículos por develar los secretos de la organización, a lo que el protagonista logra escapar quitándole la pistola a uno de ellos. Llega a uno de los edificios a demoler e intenta desactivar los explosivos, pero Tyler le somete y se desplaza a otro edificio para contemplar la explosión. El narrador, amenazado con una pistola por Tyler, se da cuenta de que al compartir cuerpo él también está sujetando la misma pistola. Por ello, acepta su personalidad (Tyler Durden) y se dispara en la mejilla haciéndole saber a su otro yo, que no lo necesita más en su vida. Tyler se desploma con un orificio de bala en la parte trasera de la cabeza, por lo que el narrador deja de proyectarse mentalmente. Después, miembros del Project Mayhem le traen a Marla secuestrada, aún creyendo que es Tyler, por lo que les dejan a solas. Marla le pregunta que le paso y porque esta herido el le dice que el mismo lo hizo en realidad, a continuación el narrador le dice a uno de los miembros del Project Mayhem que vaya por gasas. Marla le vuelve a preguntar si el se disparó, el le dice que está bien y que todo va estar bien. Se detonan los explosivos, tirando abajo los edificios, mientras el narrador y Marla observan la escena tomados de la mano y de esta manera acaba la película.

## Temas
Fincher dijo que Fight Club era una cinta del género coming-of-age, al tiempo que describió al narrador como un personaje tipo «hombre común», del que delineó su trasfondo: «Él trata de hacer todo lo que le enseñaron a hacer, buscando encajar en el mundo convirtiéndose en lo que no es». No puede encontrar la felicidad, así que recorre el camino hacia la iluminación, por el que debe «matar» a sus «padres», su «dios» y su «maestro». Al principio del filme, ha «matado» a sus padres, y con Tyler Durden, hace lo mismo a su dios al hacer cosas que se supone que no debe hacer. Para completar el proceso de maduración, debe de matar a su maestro, que es Tyler.
Según el director, el personaje es un «opuesto noventero» del arquetipo de El graduado (1967): «Un tipo que no tiene un mundo de posibilidades delante de él, no tiene posibilidades, literalmente no puede imaginar una forma de cambiar su vida». Está confundido y enfurecido, por lo que responde a su entorno creando a Tyler, un Übermensch —«superhombre»— nietzscheano, en su mente. Mientras Tyler es lo que el Narrador quería ser, este no es empático y no le ayuda a tomar decisiones en su vida «que son complicadas y tienen implicaciones morales y éticas». Fincher explicó sobre Tyler: «Puede tratar los conceptos de nuestras vidas de una manera idealista, pero no tiene nada que ver con los compromisos de la vida real como el hombre moderno lo sabe. Lo cual es: No eres realmente necesario para mucho de lo que está pasando». Mientras los ejecutivos del estudio temían que la obra fuera «siniestra y sediciosa», el director buscó hacerla —según sus palabras— «divertida», aunque también «sediciosa», al incluir el humor para atemperar el elemento siniestro.
El guionista Uhls describió el filme como una comedia romántica, con la siguiente explicación: «Tiene que ver con las actitudes de los personajes hacia una relación sana, que es una gran cantidad de comportamiento que parece poco saludable y duro entre ellos, pero de hecho les funciona, porque ambos están fuera del alcance psicológicamente». El Narrador busca la intimidad, pero se lo impide Marla Singer, de quien ve demasiado de sí mismo en ella. Mientras que Marla es una perspectiva seductora y negativista para el Narrador, él en cambio abraza la novedad y la emoción que viene con hacerse amigo de Tyler. Se siente cómodo al estar conectado personalmente a él, pero se pone celoso cuando este se ve envuelto sexualmente con Marla. Cuando el Narrador discute con Tyler sobre su amistad, este le dice que ser amigos es secundario para seguir la filosofía que han estado explorando. A su vez, Tyler sugiere hacer algo con Marla, lo que implica que ella es un riesgo que ha de ser eliminado. Cuando Tyler dice esto, el Narrador se da cuenta de que sus deseos deberían haberse centrado en Marla y comienza a apartarse del camino de Tyler.
El narrador sospechoso no está consciente de inmediato de que Tyler se originó en él y está siendo proyectado mentalmente. Él también promueve erróneamente los clubes de pelea como una forma de sentirse poderoso, aunque su condición física empeora mientras que la apariencia de Tyler, por el contrario, mejora. Mientras que Tyler desea «experiencias reales» de peleas como el Narrador al principio, este manifiesta una actitud nihilista de rechazar y destruir instituciones y sistemas de valores. Su naturaleza impulsiva, que representa «el ello» de Sigmund Freud, transmite una actitud que es seductora y liberadora para el Narrador y los miembros de Project Mayhem. Las iniciativas y métodos de Tyler se vuelven deshumanizantes, pues llega a ordenar a los miembros del proyecto con un megáfono similar a los utilizados en los campos chinos de reeducación. El Narrador se aleja de Tyler, y al final, llega a un punto medio entre sus dos «yos» conflictivos.
Fight Club examina la angustia de la generación X como «los hijos del medio de la historia», según Randy Laist (2015). Por su parte, Norton relató que trata los conflictos de educación de dicha generación como la primera criada a través de la televisión, que tenía «su sistema de valores dictado en gran medida por la cultura publicitaria» y se le dijo que uno podía lograr «la felicidad espiritual a través del mobiliario del hogar». Su personaje camina por su apartamento mientras que los efectos visuales identifican sus muchas pertenencias de IKEA, de lo que el director declaró: «Era solo la idea de vivir en esta idea fraudulenta de felicidad». Pitt dio su opinión: «Es una metáfora para atravesar el aislamiento que has puesto a tu alrededor y experimentar dolor... como una forma de comenzar a conectarte con el hecho de que no estás definido por las cosas que te rodean, que eres capaz de sentirlo y vivir a través de él».

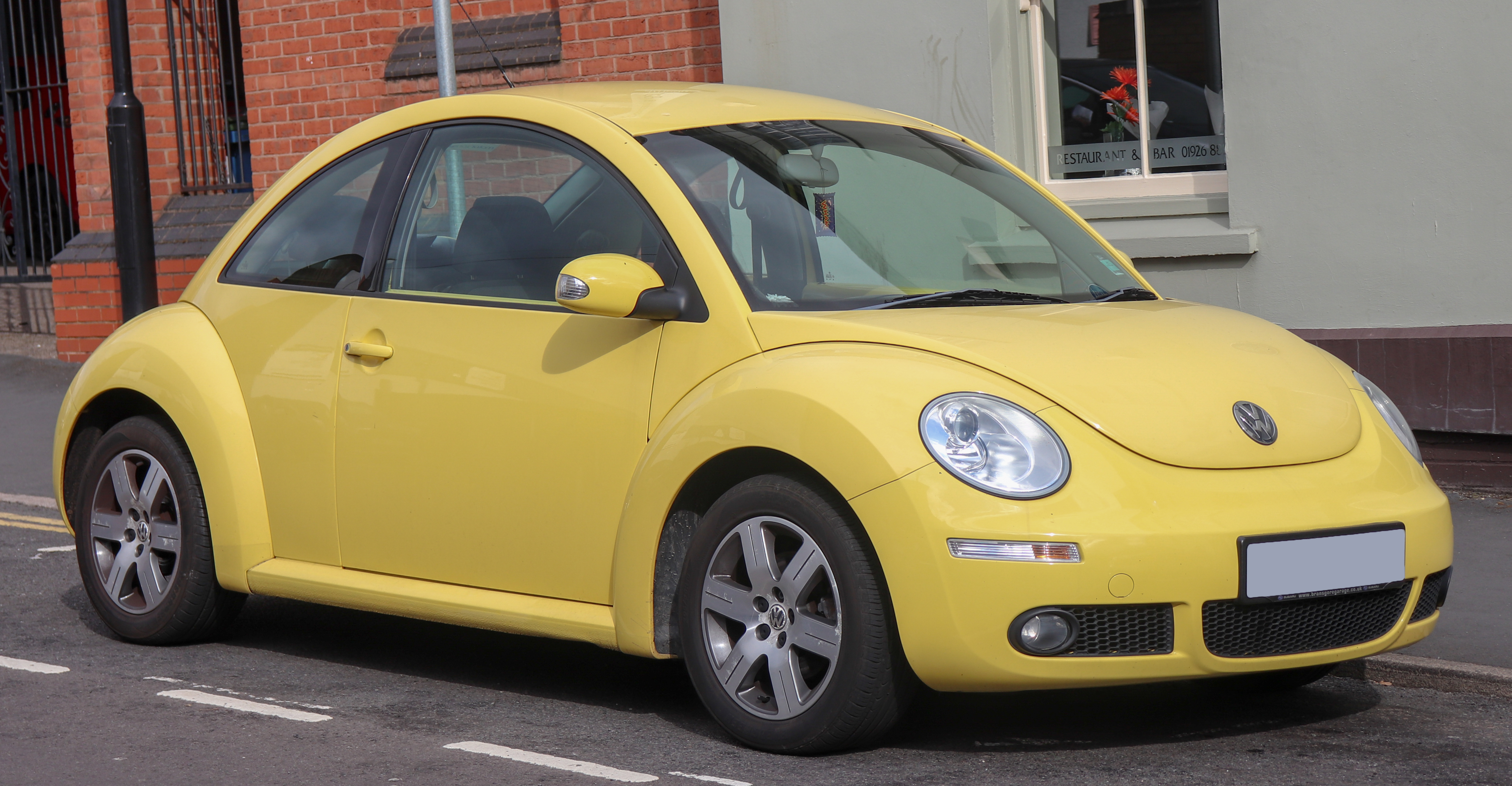
Tanto Tyler como el Narrador golpean un Volkswagen New Beetle, pues simboliza el consumismo.

La obra es paralela a Rebelde sin causa (1955), pues ambas investigan las frustraciones de las personas que viven en el sistema. Los personajes, después de haber sufrido la emasculación social, se reducen a «una generación de espectadores», en palabras de Louis Hobson (1999). Una cultura publicitaria define los «significantes externos de la felicidad» de la sociedad, lo que provoca una persecución innecesaria de los bienes materiales que reemplaza la más esencial búsqueda de la felicidad espiritual. La película hace referencia a Gucci, Calvin Klein y el Volkswagen New Beetle, por ejemplo. Sobre el vehículo, Norton aseguró: «Lo golpeamos... porque parecía el ejemplo clásico de un plan de mercadotecnia de la generación baby boomer que nos vendió de vuelta la cultura». Pitt explicó la disonancia: «Creo que hay un mecanismo de autodefensa que impide que mi generación tenga una conexión honesta real o compromiso con nuestros verdaderos sentimientos. Estamos alentando a equipos que juegan con una pelota, pero no vamos a jugar allí. Estamos tan preocupados por el fracaso y el éxito, como si fueran todo lo que te va a resumir al final».
Según el director, la violencia en los clubes de pelea no sirve para promover o glorificar el combate físico, sino para que los participantes experimenten sentimientos en una sociedad en la que están entumecidos de otra manera. Las luchas representan tangiblemente una resistencia al impulso de ser «encerrados» en la sociedad, y Norton mencionó que sirven como medio para quitar el «miedo al dolor» y «la confianza en los significados materiales de su autoestima», dejando experimentar a los involucrados «algo valioso». Cuando las luchas evolucionan hacia la violencia revolucionaria, la película solo acepta a medias la dialéctica de Tyler, ya que el Narrador retrocede y rechaza sus ideas. Fight Club deliberadamente da forma a un mensaje ambiguo, cuya interpretación queda en manos de la audiencia. Fincher mencionó en una entrevista concebida poco después del estreno: «Me encanta la idea de que puedes tener fascismo sin ofrecer dirección ni remedio. ¿No es el objetivo del fascismo decir, “este es el camino que debemos seguir”? Pero esta película no podría estar más lejos de ofrecer “algún tipo de solución”».

## Reparto principal
El productor Ross Bell se reunió con el actor Russell Crowe para discutir la posibilidad de interpretar el papel de Tyler Durden, mientras que Art Linson, quien se unió tarde al proyecto, se entrevistó con Brad Pitt. Linson era el productor jefe, por lo que el estudio decidió dar el papel a Pitt en lugar de a Crowe. Pitt buscaba una nueva película tras su participación protagonista en ¿Conoces a Joe Black? (1998), además de que desde el estudio creían que Fight Club sería un mayor éxito comercial contando con un actor de su nivel. Finalmente, Fox le contrató por un salario de 17 millones de dólares. Por otro lado, para el papel del narrador sin nombre, el estudio deseaba un intérpete «sexi», con cierto atractivo, con el objetivo de incrementar las posibilidades comerciales. Se consideró a Matt Damon y a Sean Penn, aunque Fincher se decantó por Edward Norton gracias su desempeño en The People vs. Larry Flynt (1996). Otros estudios cinematográficos le ofrecieron a Norton papeles protagonistas para películas en desarrollo como The Talented Mr. Ripley y Man on the Moon, incluso estaba contratado para participar en Runaway Jury, pero finalmente John Cusack le sustituyó en dicha producción. 20th Century Fox le propuso a Norton la suma de 2.5 millones de dólares, y aunque no pudo aceptar inmediatamente la oferta, ya que aún debía un filme a Paramount Pictures, logró el trabajo tras firmar un contrato que estipulaba que aparecería en una futura película de la productora por un salario menor.
En enero de 1998, 20th Century Fox anunció que Pitt y Norton serían los protagonistas de la cinta. Ambos se prepararon tomando lecciones de boxeo, taekwondo, agarres, e incluso, elaboración de jabón. Pitt visitó, de forma voluntaria, a un dentista para que le picara los dientes de delante para que el personaje no tuviese la dentadura perfecta, si bien las piezas se restauraron una vez acabado el rodaje. Asimismo, para el papel de Marla Singer se pensó en Janeane Garofalo como primera opción. Fincher inicialmente declaró que la rechazó porque se oponía al contenido sexual de la película, a la par que en una entrevista en 2020, Garofolo reveló que aceptó el papel, pero que la descartaron porque Norton creía que no se adaptaba bien. Tras ello, los productores consideraron a Courtney Love y Winona Ryder, así como a Reese Witherspoon, a la que Fincher se opuso alegando que era demasiado joven. Él escogió hacer una audición con Helena Bonham Carter basándose en su actuación en Las alas de la paloma (1997). De esta forma, el reparto principal quedó conformado de la siguiente manera:
- Edward Norton como el Narrador: asiste a varios grupos de apoyo y adopta varios alias.
- Brad Pitt como Tyler Durden: un vendedor de jabón que se encuentra con el Narrador.
- Helena Bonham Carter como Marla Singer: una mujer que el Narrador conoce en los grupos de apoyo.
- Meat Loaf como Robert Paulson: conoce al Narrador en un grupo de apoyo para cáncer de testículo.
- Jared Leto como «cara de Ángel»: un recluta del club de la lucha.
- Zach Grenier como Richard Chesler: el jefe del Narrador.

Además el elenco principal, Fight Club también contó con la participación de otro actores, como Thom Gossom Jr. en el papel del detective Stern, un policía que investiga la explosión del departamento del Narrador. Asimismo, Bob Stephenson aparece como un oficial de seguridad del aeropuerto que detiene al Narrador, a la vez que Peter Iacangelo como Lou, dueño del bar en el que se lleva a cabo el club de lucha, y David Andrews como Thomas, miembro del grupo de apoyo para el cáncer testicular. A su vez, Eion Bailey interpretó el papel de Ricky, miembro del proyecto, e Holt McCallany el de un mecánico.

## Producción

### Desarrollo

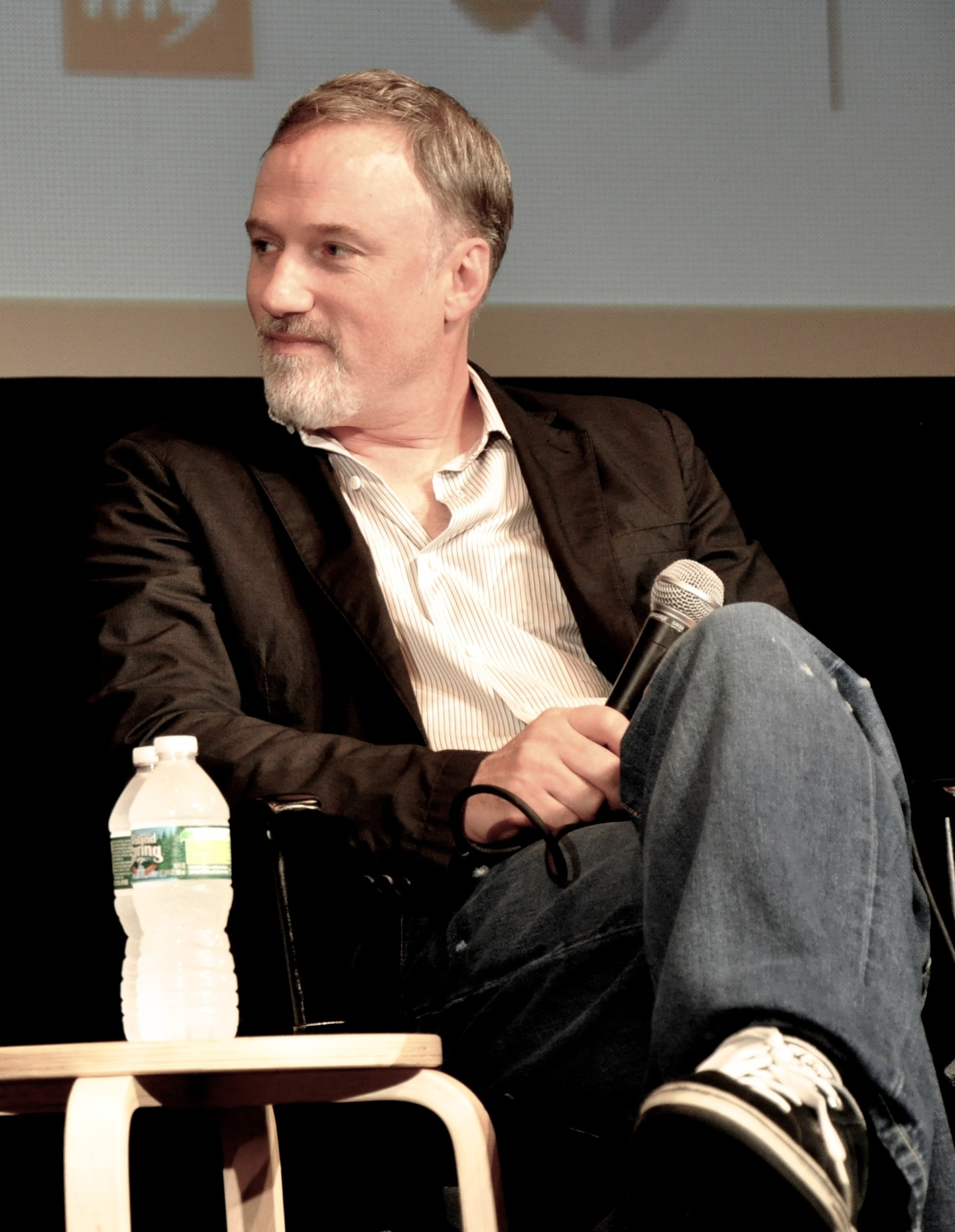
David Fincher (en 2010), director de la película.

En 1996 se publicó la novela Fight Club, escrita por Chuck Palahniuk, y antes de eso, un empleado de Fox Searchlight Pictures envió una versión preliminar de la obra al creativo de la compañía, Kevin McCormick. Este mandó que se revisase el libro para ver las posibilidades de hacer una adaptación cinematográfica, pero finalmente se desestimó. Después McCormick se lo mandó a los productores Lawrence Bender y Art Linson, quienes también lo desestimaron. Sin embargo, Josh Donen y Ross Bell le vieron potencial y expresaron su interés, por lo que arreglaron unas lecturas no remuneradas del guion con actores para determinar la longitud del mismo. Los productores cortaron secciones para reducir el tiempo de ejecución, que en el momento inicial era de casi seis horas, y después grabaron la versión corta de los diálogos. Bell mandó el resultado a Laura Ziskin, jefa de Fox 2000, quien después de oír la cinta compró los derechos de la novela a Palahniuk por 10 000 dólares.
Ziskin inicialmente consideró contratar a Buck Henry para la adaptación del guion, por las similitudes con su trabajo en El graduado. Jim Uhls presionó a Donen y Bell para encargarse él mismo de la tarea, y finalmente le escogieron por encima de Henry. Por otro lado, Bell mantuvo contactos con hasta cuatro directores, y entre todos ellos consideró a Peter Jackson como la mejor opción, pero este estaba demasiado atareado con el rodaje de The Frighteners (1996) en Nueva Zelanda. Asimismo, mandaron el libro a Bryan Singer, pero este ni siquiera lo leyó, cosa que sí hizo Danny Boyle, si bien finalmente se decantó por otra película. Por su parte, David Fincher llegó a intentar comprar los derechos de la novela y habló con Ziskin sobre dirigir la cinta, y aunque al principio tuvo dudas de aceptar trabajar para 20th Century Fox —por una mala experiencia a la hora de dirigir Alien 3 (1992)—, se reunió con el director del estudio, Bill Mechanic, para arreglar los malentendidos. En agosto de 1997, la empresa anunció que finalmente sería él el encargado de adaptar la novela al cine.
Uhls comenzó a trabajar en el primer borrador del guion, en el que no se incluyó la utilización de voice-over, ya que la industria lo percibía como algo de lo que se había abusado en el pasado. Cuando Fincher se unió al proyecto, pensó que sí requería de esa técnica, pues creía que el humor debía provenir de la voz del Narrador, para no ser «triste y patética». Fincher y Uhls trabajaron en el guion entre seis y siete meses, y para 1997 ya contaban con un tercer borrador que reordenaba la historia y dejaba fuera algunos elementos de la novela. Cuando Pitt comenzó a trabajar su personaje —Tyler Durden— se preocupó al pensar que era demasiado unidimensional, por lo que Fincher buscó la ayuda del escritor y director Cameron Crowe, quien sugirió otorgarle más ambigüedad. El director también contrató al guionista Andrew Kevin Walker para apoyar en la producción, al tiempo que invitó a Pitt y Norton para que colaborasen en la inspección del guion, con lo que el grupo completó cinco revisiones en un año.
Por su parte, Palahniuk elogió la adaptación cinematográfica de su obra y cómo la trama estaba más racionalizada. Recordó cómo los escritores debatían si el público creería el giro argumental de la novela, lo que Fincher apoyó incluir con el argumento de que «si acepta todo hasta este punto, aceptará el punto de giro. Si siguen en la sala de cine, se la quedarán». La novela contiene temática homoerótica, que se añadió en la película para hacer que el público se sintiese incómodo y para acentuar la sorpresa de los cambios en la trama. Asimismo, la parte en la que Tyler se baña estando cerca el Narrador es un ejemplo de ello; la frase «me pregunto si otra mujer es realmente la respuesta que necesitamos» se añadió para sugerir responsabilidad personal más que homosexualidad. Otro caso es la escena del principio en la que Tyler inserta un cañón de pistola en la boca del Narrador, quien encuentra redención al final de la cinta al rechazar la dialéctica de Tyler, un camino que diverge del final de la novela, pues este es internado en una institución mental. Norton trazó paralelismos entre esta salvación y la de El graduado, diciendo que los protagonistas de ambas encuentran una posición intermedia entre dos divisiones de sí mismo. Fincher pensó que la novela estaba demasiado encaprichada con Tyler y cambió el final para que se apartase de él: «Quería que la gente quisiese a Tyler, pero también quería que aceptasen su derrota».

### Rodaje
Los directivos del estudio, Mechanic y Ziskin, pensaron en un presupuesto inicial de 23 millones USD para la financiación, pero al comienzo de la producción, este se incrementó hasta los 50 millones. New Regency pagó la mitad, aunque durante la filmación, el proyecto subió hasta los 67 millones, por lo que el directivo y productor ejecutivo Arnon Milchan pidió a Fincher que redujese los costes por lo menos en 5 millones. El director se negó, a lo que Milchan respondió a Mechanic con la amenaza de abandonar el proyecto, ante lo que este último buscó reafirmar su apoyo mandándole cintas de las partes filmadas. Después de ver tres semanas de rodaje, Milchan restableció la financiación de New Regency, y el presupuesto final quedó fijado en una cifra cercana a los 63 millones de dólares.
Las escenas de lucha están fuertemente coreografiadas y se requirió que los actores lo «dieran todo» para capturar efectos realísticos tales como ser apaleados. La maquilladora Julie Pearce, quien había trabajado para el director en The Game (1997), estudió varios combates de artes marciales mixtas y boxeo de pago por visión para retratar a los luchadores de forma precisa. Así pues, diseñó una oreja para representar la pérdida de cartílago, citando como inspiración la pelea en la que Mike Tyson le arrancó un trozo de oreja a Evander Holyfield. Los maquilladores diseñaron dos métodos para crear sudor al momento: vaporizando agua mineral sobre una capa de vaselina y usando el agua sin adulterar para el «sudor mojado». Loaf —que interpreta el papel de un luchador del club con ginecomastia— usó un arnés de más de 40 kg para simular los pechos para el papel, a la vez que utilizó unos zapatos con alzas de unos 20 cm en su escena con Norton para parecer más alto.
La filmación duró 138 días, durante los cuales Fincher llenó más de 1500 rollos de película, tres veces más de lo habitual para una obra de Hollywood. Los lugares de grabación estaban todos ubicados en Los Ángeles y alrededores, además de en un estudio de Century City. El diseñador de producción Alex McDowell construyó más de setenta decorados, mientras que el exterior de la casa de Tyler se construyó en San Pedro, y el interior en el estudio insonorizado, al que se le dio un aire deteriorado para ilustrar el mundo fraccionado de los personajes. El apartamento de Singer se basó en unas fotografías de los Rosalind Apartments, ubicados en la zona baja de Los Ángeles. La producción final se compuso de 300 decorados, 200 localizaciones y efectos visuales, por lo que años después de su estreno, el director la comparó con su cinta menos exitosa y compleja, La habitación del pánico (2002): «Sentí que pasaba todo mi tiempo viendo cargar y descargar camiones para poder rodar tres frases. Había demasiado transporte».

### Cinematografía
Fincher usó el formato Super 35 para la filmación, ya que le daba la máxima flexibilidad para componer tomas. Contrató a Jeff Cronenweth como cinematógrafo; el padre de este, Jordan, trabajó para el director en la producción de Alien 3, pero abandonó a mitad del rodaje debido a la enfermedad de Parkinson. Fincher exploró diversos estilos visuales en sus anteriores películas Seven (1995) y The Game, por lo que Cronenweth trazó elementos de ambas para Fight Club. Usaron un estilo chillón, haciendo que los personajes «brillasen». Las escenas en que aparece el Narrador sin Tyler son realistas e insulsas, y Fincher describió las tomas con este como «más hiperrealistas en un sentido deconstruido, una metáfora visual de a dónde va el relator». Por otro lado, los realizadores usaron colores muy desaturados en el vestuario, el maquillaje y la dirección de arte. Bonham Carter empleó un aspecto opalescente para retratar a su personaje nihilista y romántico, a la par que Fincher y Cronenweth tomaron aspectos de American Graffiti (1973), que retrata los exteriores nocturnos de forma mundana mientras, al mismo tiempo, incluye una gran variedad de colores.
El equipo aprovechó la luz natural y el entorno mientras rodaba en las ubicaciones exteriores. El director buscó varios enfoques; por ejemplo, escogiendo varias ubicaciones urbanas en las que se aprecia la iluminación de la ciudad en los fondos. El equipo y él también se apoyaron en luces fluorescentes en otras de las localizaciones para mantener el elemento de realismo y alumbrar las heridas de los personajes. De igual manera, Fincher se aseguró de que las escenas no tuvieran demasiada luz para no ver demasiado los ojos, citando la técnica del cinematógrafo Gordon Willis como influencia. La cinta se filmó mayormente de noche y el director rodó las escenas de día en lugares con sombra, a la vez que la plantilla equipó al sótano del bar con luz de trabajo para crear brillo en los fondos. Evitó usar técnicas complejas de trabajo de cámara para las primeras escenas de lucha y en su lugar optó por cámara fija. En escenas posteriores de lucha, Fincher movía la cámara desde el punto de vista de un espectador lejano hacia el del luchador.
Las tomas con Pitt se escenificaron para ocultar que su personaje es una proyección mental del narrador sin nombre, por lo que no se le filmó junto a otra gente, ni se le muestra por encima del hombro en las escenas donde le da ideas específicas para manipularle. Tyler aparece en el fondo y desenfocado, como «un pequeño diablo en el hombro del Narrador». Fincher explicó estas escenas subliminales: «Nuestro héroe está creando a Tyler Durden en su propia mente, así que en este punto sólo existe en la periferia de la consciencia del Narrador». Aunque Cronenweth generalmente trató la película de cine Kodak con normalidad, usó otras técnicas para cambiar su apariencia. Se usó flashing en la mayor parte de las imágenes tomadas de noche, se estrechó el contraste para afearlo a propósito, las letras escritas se ajustaron para parecer poco expuestas, se usó la retención de plata ENR de Technicolor en un número selecto de copias para aumentar la absorbancia del negro y se eligió material de impresión de alto contraste para crear un aspecto «pisado» en la impresión con una pátina sucia.

### Efectos visuales
Fincher contrató al supervisor de efectos visuales Kevin Tod Haug, con quien había trabajado previamente en The Game. Este asignó a cada uno de los artistas y a los expertos en diferentes instalaciones para ocuparse de los distintos tipos de técnicas: modelación CG, animación, composición y escaneo. Haug declaró: «Seleccionamos a los mejores para cada tipo de trabajo, y después coordinamos sus esfuerzos. De esta manera, nunca teníamos que jugar con la debilidad de alguna de las partes». Fincher visualizó la perspectiva del Narrador a través de su propia percepción imaginaria y estructuró un bastidor de miopía para el público, a la vez que utilizó imágenes previsualizadas de tomas desafiantes de la unidad principal y de efectos como una herramienta de resolución de problemas para evitar cometer errores durante la filmación real.
La secuencia de apertura es una composición de efectos visuales de noventa segundos que muestra el interior del cerebro del Narrador a un nivel microscópico, la cámara se repliega hacia afuera, comenzando en su centro de miedo y siguiendo los procesos de pensamiento iniciados por su impulso de miedo. La secuencia, diseñada en parte por Fincher, se presupuestó por separado del resto de la película en un principio, pero fue galardonada por el estudio en enero de 1999. El director contrató a Digital Domain y a su supervisor de efectos Kevin Mack para hacer la secuencia. La compañía mapeó el cerebro generado por computadora usando un sistema-L, y el diseño fue detallado utilizando representaciones hechas por el ilustrador médico Katherine Jones. La secuencia de retroceso desde dentro del cerebro hacia el exterior del cráneo muestra neuronas, potenciales de acción y un folículo capilar. Haug explicó la licencia artística que tomó Fincher: «Si bien quería mantener el paso del cerebro como una fotografía de microscopio electrónico, esa apariencia debía combinarse con la sensación de una inmersión nocturna, aterradora y con poca profundidad de campo». Así pues, la poca profundidad de campo se logró con el proceso de trazado de rayos.
Otros efectos visuales incluyen una escena temprana en la que la cámara parpadea más allá de las calles de la ciudad para examinar el equipo destructivo del Proyecto Mayhem, que se encuentra en estacionamientos subterráneos. La secuencia era una composición tridimensional de casi cien fotografías de Los Ángeles y Century City hechas por Michael Douglas Middleton. Asimismo, el diseño de la escena final de la demolición de los edificios de oficinas de tarjetas de crédito recayó en Richard Baily, que trabajó en ella durante más de catorce meses. A mitad de la película, Tyler señala un punto de señal —nombrado como «quemadura de cigarrillo»— y la escena representa una transición que presagia la próxima ruptura e inversión de la «realidad bastante subjetiva» que existía antes. El director declaró: «De repente, es como si el proyeccionista se hubiera perdido el cambio, los espectadores tienen que comenzar a mirar la cinta de una manera completamente nueva».

### Banda sonora
A Fincher le preocupaba que grupos experimentados en componer bandas sonoras no supieran atar bien las pistas de la película, así que buscó un conjunto que nunca hubiese hecho algo similar. Se interesó por Radiohead, pero el vocalista Thom Yorke se negó, pues se estaba recuperando del estrés a causa de promocionar su álbum OK Computer. Finalmente escogió al dúo de productores breakbeat Dust Brothers (compuesto por Michael Simpson y John King), que se encargó de la creación de una banda sonora posmoderna que incluye loops de batería, scratches electrónicos y samples computarizados. Simpson relató: «Fincher quería romper moldes con todo lo relativo a la película, y una composición poco convencional ayudaba a conseguirlo». El clímax y los créditos finales presentan «Where Is My Mind?», de Pixies. A continuación, se enlistan las canciones de la banda sonora original en inglés:
| N.º | Título                    | Duración |  |
| 1.  | «Who Is Tyler Durden?»    | 5:03     |  |
| 2.  | «Homework»                | 4:36     |  |
| 3.  | «What Is Fight Club?»     | 4:45     |  |
| 4.  | «Single Serving Jack»     | 4:14     |  |
| 5.  | «Corporate World»         | 2:42     |  |
| 6.  | «Psycho Boy Jack»         | 2:57     |  |
| 7.  | «Hessel, Raymond K.»      | 2:49     |  |
| 8.  | «Medulla Oblongata»       | 5:59     |  |
| 9.  | «Jack's Smirking Revenge» | 3:58     |  |
| 10. | «Stealing Fat»            | 2:21     |  |
| 11. | «Chemical Burn»           | 3:35     |  |
| 12. | «Marla»                   | 4:22     |  |
| 13. | «Commissioner Castration» | 3:06     |  |
| 14. | «Space Monkeys»           | 3:18     |  |
| 15. | «Finding The Bomb»        | 6:50     |  |
| 16. | «This Is Your life»       | 3:31     |  |

### Doblaje en español
Para conseguir la película en español, se realizaron dos doblajes: uno para la distribución en España y otro para Hispanoamérica. En el primer caso, el proceso se llevó a cabo en el estudio Sonoblok, en Barcelona, mientras que Antonio Lara se encargó de la dirección. En relación a los actores de doblaje, participaron Alberto Mieza (como el Narrador), Daniel García (Tyler Durden), Nuria Mediavilla (Marla Singer), Javier Viñas (Robert Paulson), Ángel de Gracia («cara de Ángel»), Claudi García (Richard Chesler) y Pepe Mediavilla (detective Stem). Por su parte, en la versión hispanoamericana, grabada en México en el estudio Intertrack, Ismael Larumbe ocupó el puesto de director. El elenco principal quedó conformado por el propio Larumbe (el Narrador), Salvador Delgado (Tyler Durden), Sarah Souza (Marla Singer), Roberto Mendiola (Robert Paulson), Irwin Daayan («cara de Ángel»), Alejandro Illescas (Richard Chesler) y Armando Réndiz (detective Stem).

## Lanzamiento y recepción

### Comercial

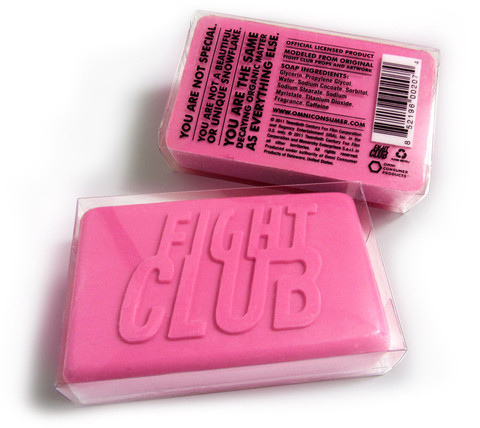
La principal imagen publicitaria del filme, una barra de jabón rosa con el título grabado en ella.

La filmación terminó en diciembre de 1998 y Fincher editó el metraje a principios del año siguiente para prepararlo para una proyección para los altos ejecutivos, que no lo recibieron de manera positiva y temieron que tuviera una baja audiencia. El productor ejecutivo Art Linson —que sí lo apoyó— recordó la respuesta: «Tantas incidencias de Fight Club eran alarmantes que ningún grupo de directivos pudo reducirlas». Sin embargo, estaba programado originalmente para ser estrenado en julio de 1999,pero luego la fecha se cambió al 6 de agosto de 1999. El estudio retrasó aún más el lanzamiento, esta vez al otoño, citando un apretado horario de verano y un apresurado proceso de posproducción.Los ejecutivos de mercadotecnia de 20th Century Fox enfrentaron dificultades en la comercialización de la película y en un momento dado se consideró comercializarla como una cinta artística. Consideraron que estaba dirigida principalmente a audiencias masculinas debido a su violencia y creían que ni siquiera Pitt captaría a las audiencias femeninas, si bien las pruebas de investigación mostraron que atraía más a los adolescentes.
Fincher se negó a dejar que los carteles y los avances se centraran en Pitt y animó al estudio a contratar a Wieden+Kennedy para diseñar un plan. La empresa de publicidad propuso una barra de jabón rosa con el nombre de la película grabado como cara principal del mercadeo, lo que los ejecutivos de Fox consideraron «una mala broma». El director lanzó dos avances en forma de anuncios de servicio público presentados por Pitt y Norton, aunque el estudio pensó que no la comercializarían adecuadamente. En cambio, la empresa financió una campaña a gran escala de 20 millones USD para proporcionar promoción, carteles, vallas publicitarias y avances para televisión con escenas de lucha en su mayoría. De igual forma, Fox publicitó Fight Club durante las transmisiones por cable de la World Wrestling Federation, lo que no le gustó a Fincher, pues creyó que creaba un contexto incorrecto. Por su parte, Linson pensó que el mercadeo unidimensional «mal concebido» por el ejecutivo Robert Harper contribuyó en gran medida a su tibio rendimiento de taquilla en Estados Unidos.
El estudio llevó a cabo el estreno mundial de la cinta el 10 de septiembre de 1999, durante la 56.ª edición del Festival Internacional de Cine de Venecia. Para el debut en salas estadounidenses, se contrató al National Research Group para una proyección de prueba, que predijo que recaudaría entre 13 y 15 millones USD en su primer fin de semana. El 15 de octubre de 1999 se estrenó en el mercado doméstico —conformado por Estados Unidos y Canadá— y recaudó 11 millones USD, repartidos en 1963 cines, durante su primer fin de semana, tiempo en el que ocupó el primer lugar en la taquilla, por encima de Double Jeopardy y The Story of Us. La mezcla de sexos de las audiencias de Fight Club, alegando ser «la película anti-citas definitiva», era de 61% hombres y 39% mujeres, mientras que el 58% de ambos tenían menos de 21 años. A pesar de la primera posición en taquilla, su recaudación de apertura no estuvo a la altura de las expectativas del estudio, tanto que durante su segundo fin de semana disminuyó un 42.6% en ingresos, con unas ganancias de 6.33 millones USD. Así pues, recaudó 37 millones de su estreno en el mercado doméstico y 63.8 millones en cines de otras partes del mundo, lo que hace un total de 100.9 millones USD. El decepcionante desempeño en la taquilla norteamericana agrió la relación entre el jefe de 20th Century Fox —Mechanic— y el ejecutivo de medios Rupert Murdoch, lo que contribuyó a la renuncia del primero en junio de 2000.
El British Board of Film Classification revisó la cinta para su estreno en Reino Unido y removió dos escenas que incluían «una indulgencia en la emoción de golpear la cara de un hombre —indefenso— en una pulpa». La junta asignó le asignó un certificado de 18 —material exclusivo para personas de esa edad o superior— limitando el estreno a audiencias adultas. La organización no censuró nada más, pues denegó las reclamaciones sobre contenido con «información peligrosamente instructiva» o que podría «alentar el comportamiento antisocial», al tiempo que la describió de la siguiente manera: «En su conjunto, con toda claridad, es crítica y agudamente paródica del fascismo aficionado que en parte retrata. Su tema central —el machismo masculino— es enfáticamente rechazado por el protagonista en los carretes finales». Las escenas se restauraron con motivo de una edición en DVD de dos discos lanzada en Reino Unido en marzo de 2007. Por otro lado, las fechas de estreno en otros territorios del mundo fueron las siguientes:
| País                                                   | Fecha de estreno                                                                       |
| ------------------------------------------------------ | -------------------------------------------------------------------------------------- |
| Italia                                                 | 10 de septiembre de 1999 (Festival de Venecia) 29 de octubre de 1999 (estreno general) |
| Estados Unidos                                         | 6 de octubre de 1999 (Westwood, California) 15 de octubre de 1999 (estreno general)    |
| Brasil                                                 | 29 de octubre de 1999                                                                  |
| Argentina Países Bajos Singapur                        | 4 de noviembre de 1999                                                                 |
| Dinamarca España Islandia México                       | 5 de noviembre de 1999                                                                 |
| Bélgica Suiza Francia                                  | 10 de noviembre de 1999                                                                |
| Australia Alemania Hong Kong Nueva Zelanda Taiwán      | 11 de noviembre de 1999                                                                |
| Finlandia Reino Unido Irlanda Noruega Portugal Uruguay | 12 de noviembre de 1999                                                                |

| País            | Fecha de estreno                                                        |
| --------------- | ----------------------------------------------------------------------- |
| Corea del Sur   | 13 de noviembre de 1999                                                 |
| Israel          | 16 de noviembre de 1999                                                 |
| Filipinas       | 17 de noviembre de 1999 (Davao)                                         |
| Malta           | 24 de noviembre de 1999                                                 |
| Turquía         | 10 de diciembre de 1999                                                 |
| Japón           | 11 de diciembre de 1999                                                 |
| Suecia          | 25 de diciembre de 1999                                                 |
| Estonia         | 7 de enero de 2000                                                      |
| Malasia Rusia   | 13 de enero de 2000                                                     |
| Lituania        | 21 de enero de 2000                                                     |
| República Checa | 25 de enero de 2000 (Febiofest) 10 de febrero de 2000 (estreno general) |
| Hungría         | 27 de enero de 2000                                                     |
| Sudáfrica       | 28 de enero de 2000                                                     |
| Eslovaquia      | 10 de febrero de 2000                                                   |
| Polonia         | 11 de febrero de 2000                                                   |
| Grecia Rumania  | 18 de febrero de 2000                                                   |
| Eslovenia       | 24 de febrero de 2000                                                   |
| Egipto          | 1 de marzo de 2000                                                      |
| Croacia         | 9 de marzo de 2000                                                      |

| País                                                   | Fecha de estreno                                                                       |
| ------------------------------------------------------ | -------------------------------------------------------------------------------------- |
| Italia                                                 | 10 de septiembre de 1999 (Festival de Venecia) 29 de octubre de 1999 (estreno general) |
| Estados Unidos                                         | 6 de octubre de 1999 (Westwood, California) 15 de octubre de 1999 (estreno general)    |
| Brasil                                                 | 29 de octubre de 1999                                                                  |
| Argentina Países Bajos Singapur                        | 4 de noviembre de 1999                                                                 |
| Dinamarca España Islandia México                       | 5 de noviembre de 1999                                                                 |
| Bélgica Suiza Francia                                  | 10 de noviembre de 1999                                                                |
| Australia Alemania Hong Kong Nueva Zelanda Taiwán      | 11 de noviembre de 1999                                                                |
| Finlandia Reino Unido Irlanda Noruega Portugal Uruguay | 12 de noviembre de 1999                                                                |

| País            | Fecha de estreno                                                        |
| --------------- | ----------------------------------------------------------------------- |
| Corea del Sur   | 13 de noviembre de 1999                                                 |
| Israel          | 16 de noviembre de 1999                                                 |
| Filipinas       | 17 de noviembre de 1999 (Davao)                                         |
| Malta           | 24 de noviembre de 1999                                                 |
| Turquía         | 10 de diciembre de 1999                                                 |
| Japón           | 11 de diciembre de 1999                                                 |
| Suecia          | 25 de diciembre de 1999                                                 |
| Estonia         | 7 de enero de 2000                                                      |
| Malasia Rusia   | 13 de enero de 2000                                                     |
| Lituania        | 21 de enero de 2000                                                     |
| República Checa | 25 de enero de 2000 (Febiofest) 10 de febrero de 2000 (estreno general) |
| Hungría         | 27 de enero de 2000                                                     |
| Sudáfrica       | 28 de enero de 2000                                                     |
| Eslovaquia      | 10 de febrero de 2000                                                   |
| Polonia         | 11 de febrero de 2000                                                   |
| Grecia Rumania  | 18 de febrero de 2000                                                   |
| Eslovenia       | 24 de febrero de 2000                                                   |
| Egipto          | 1 de marzo de 2000                                                      |
| Croacia         | 9 de marzo de 2000                                                      |

### Recepción crítica
Cuando Fight Club se estrenó en el 56º Festival Internacional de Cine de Venecia, la película fue fuertemente debatida por los críticos. Un periódico informó que "muchos la amaron y la odiaron en igual medida." Algunos críticos expresaron su preocupación de que la película incitaría el comportamiento imitador, como el visto después de que La naranja mecánica se estrenara en Gran Bretaña hace casi tres décadas antes. Tras el estreno en cines de la película, The Times informó esta reacción: "Tocó un nervio en la psique masculina que fue debatido en los periódicos de todo el mundo." Aunque los productores de la película llamaron a Fight Club "una descripción precisa de los hombres en la década de 1990", algunos críticos lo llamaron "irresponsable y atroz". Escribiendo para el periódico The Australian, Christopher Goodwin dijo que: "Fight Club se perfila como la más controvertida meditación de Hollywood sobre la violencia desde La naranja mecánica de Stanley Kubrick."
Janet Maslin, escribiendo para The New York Times, alabó la dirección y edición de Fincher para la película. Ella escribió que Fight Club llevaba un mensaje de "hombría contemporánea", y que, si no se miraba atentamente, la película podría malinterpretarse como un respaldo a la violencia y el nihilismo." Roger Ebert, escribiendo para el Chicago Sun-Times, llamó a Fight Club "visceral y dura", pero también "un paseo emocionante disfrazado de filosofía", cuyo primer acto prometedor es seguido por un segundo que se apega a las sensibilidades machistas y un tercero que calificó de "engaño". Más tarde Ebert reconoció que la película era "querida por la mayoría, no por mí." Más tarde se le pidió que hiciera un análisis toma-por-toma de Fight Club en la Conferencia sobre Asuntos Mundiales, afirmó que "al verlo en el transcurso de una semana, admiré aún más su habilidad, y su pensamiento aún menos." Jay Carr de The Boston Globe opino que la película comenzó con un "zumbido revigorizante e imaginativo", pero que finalmente se convirtió en "explosivamente tonto". David Ansen de Newsweek describió a Fight Club como "una mezcla escandalosa de técnica brillante, filosofar pueril, sátira mordaz y sobrecarga sensorial" y pensó que el final era demasiado pretencioso. Richard Schickel de la revista Time describió la puesta en escena del director como oscura y húmeda: "Impone el contraste entre las esterilidades de la vida sobre el suelo de sus personajes y su vida subterránea. El agua, incluso cuando está contaminada, es la fuente de la vida; la sangre, incluso cuando se derrama sin cuidado, es el símbolo de la vida siendo plenamente vivida. Para decirlo simplemente: es mejor estar mojado que seco." Schickel aplaudió las actuaciones de Brad Pitt y Edward Norton, pero criticó el despliegue "convencionalmente artificioso" de la película y el hecho de que el personaje de Helena Bonham Carter no sea interesante.
Gary Crowdus de Cineaste revisó la recepción crítica en retrospectiva: "Muchos críticos elogiaron a Fight Club como una de las películas más emocionantes, originales y estimulantes del año." Él escribió sobre la opinión negativa, "mientras que Fight Club tenía numerosos campeones críticos, los atacantes críticos de la película eran mucho más vocales, un coro negativo que se puso histérico sobre lo que sentían que eran las escenas excesivamente gráficas de puñetazos... Sintieron que esas escenas servían solo como una glamorización deslumbrante de la brutalidad, un retrato moralmente irresponsable, que temían que podría animar a los impresionables jóvenes espectadores masculinos a establecer sus propios clubes de lucha en la vida real con el fin de golpearse unos a otros sin sentido."
Fight Club fue nominada en el 2000 al Óscar por mejor edición de sonido, pero perdió ante The Matrix. En los Premios Empire del 2000, Bonham Carter ganó el galardón por mejor actriz británica. La Sociedad de Críticos de Cine en Línea  también nominó a Fight Club a mejor película, mejor director, mejor actor (Norton), mejor montaje y mejor guion adaptado (Uhls). Aunque la película no ganó ninguno de los premios, la organización catalogó a Fight Club como una de las diez mejores películas de 1999. La banda sonora fue nominada a un premio Brit, pero perdió ante Notting Hill.
En Rotten Tomatoes, Fight Club tiene una calificación de 79%, en base a 165 reseñas, con una calificación promedio de 7.3/10. El consenso del sitio dice: "Una sólida actuación, una increíble dirección y un elaborado diseño de producción hacen de Fight Club un paseo salvaje. En Metacritic, la película tiene un puntaje de 66 de 100, basado en 35 críticas, lo que indica "críticas generalmente favorables".

## Impacto cultural

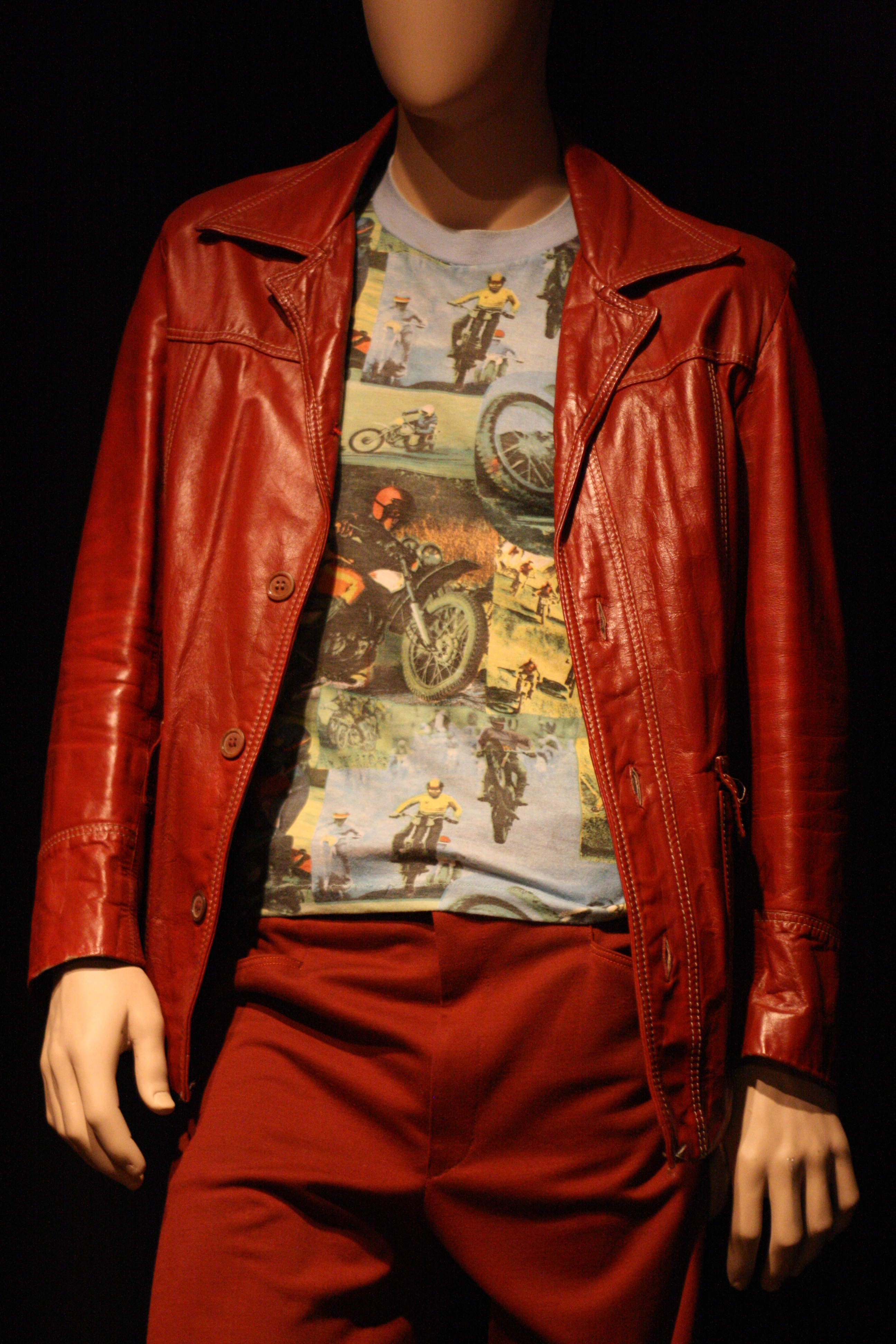
Traje usado por Brad Pitt en la película, exhibiendose en el Museo de Cine de Londres.

Fight Club fue una de las películas más controvertidas y discutidas de la década de los 90. Como otras películas estrenadas ese año, incluyendo a Magnolia, Being John Malkovich y Tres Reyes, Fight Club fue reconocida como innovadora en forma y estilo cinematográfico ya que explotó nuevos desarrollos en la tecnología cinematográfica. Después de su estreno en cines, Fight Club se hizo más popular a través del boca a boca, y la recepción positiva del DVD la estableció como una película de culto que David Ansen de Newsweek conjeturó que disfrutaría de fama «perenne». El éxito de la película también elevó el perfil de Palahniuk a renombre mundial.
Después del estreno de Fight Club, Se informó que varios clubes de lucha comenzaron en los Estados Unidos. Un «Club de Lucha de Caballeros» se inició en Menlo Park, California en 2000 y tenía en su mayoría miembros de la industria de la tecnología. Adolescentes y preadolescentes en Texas, Nueva Jersey, el estado de Washington y Alaska también iniciaron clubes de lucha y publicaron vídeos de sus peleas en línea, lo que llevó a las autoridades a romper los clubes. En 2006, un participante involuntario de una escuela secundaria local resultó herido en un club de lucha en Arlington, Texas y las ventas de DVD de la pelea llevaron al arresto de seis adolescentes. Un club de lucha no autorizado también se inició en la Universidad de Princeton, donde se llevaron a cabo los partidos en el campus. La película fue sospechosa de haber influido en Luke Helder, un estudiante universitario que plantó bombas de tubos en buzones de correo en 2002. El objetivo de Helder era crear un patrón sonriente en el mapa de los Estados Unidos, similar a una escena de Fight Club en la cual un edificio es vandalizado para tener una carita sonriente en su exterior. El 16 de julio de 2009, un joven de 17 años que había formado su propio club de lucha en Manhattan fue acusado de detonar una bomba casera afuera de una cafetería de Starbucks en el Upper East Side. El Departamento de Policía de Nueva York informó que el sospechoso estaba tratando de emular el «Project Mayhem». En septiembre de 2015, dos empleadas de Lightbridge Academy, una guardería de Nueva Jersey, fueron acusadas de instigar peleas «al estilo Fight Club» entre niños de cuatro a seis años de edad. Según los informes, las peleas fueron filmadas y subidas a Snapchat, una aplicación de mensajería de vídeo, e involucraron aproximadamente a una «docena de niños y niñas». En los vídeos, una de las perpetradoras, Erica Kenny, se la puede escuchar haciendo referencias a Fight Club. Los cargos se derivan de un incidente que ocurrió el 13 de agosto de 2015, pero los investigadores están investigando si las peleas estaban en curso.
Una adaptación de videojuego de la película, titulado Fight Club, fue  lanzado por Vivendi en 2004 para la PlayStation 2, Xbox y teléfonos móviles. El juego fue un fracaso crítico y comercial, y fue criticado por publicaciones y sitios web tales como GameSpot, Game Informer e IGN.
En 2003, Fight Club fue catalogada como una de las "50 mejores películas de muchachos de todos los tiempos" por Men's Journal. En 2006 y 2008, Fight Club fue votada por los lectores de Empire como la octava y décima gran película de todos los tiempos, respectivamente. La revista Total Film clasificó a Fight Club como "La película más grandiosa de nuestra vida" en 2007 durante el décimo aniversario de la revista. En 2007, la revista Premiere escogió la frase de Tyler Durden: "La primera regla del Club de la Pelea es: No se habla del Club de la Pelea" como la 27ma mejor frase de película de todos los tiempos. En 2008, lectores de Empire clasificaron a Tyler Durden como octavo en una lista de los 100 grandes personajes de películas. Empire también identificó a Fight Club como la décima gran película de todos los tiempos en su edición de 2008 Las 500 grandes películas de todos los tiempos.
En 2007 el músico español José Riaza estrena la canción Lo que ves en el álbum La apatía tapatía y cien gramos de ironía del grupo de rock Tragicomi-K. El tema hace referencia a uno de los dialogos más importantes del film. En 2014 es re-lanzada en el álbum Cualquier tiempo pasado del propio José Riaza.

### Nominaciones alAmerican Film Institute
- AFI's 100 años... 100 frases: "La primera regla del Club de la Pelea es: No se habla del Club de la Pelea."[122]
- AFI's 100 años... 100 películas (edición 10.º aniversario)[123]

## Formato doméstico
Fincher supervisó la composición del embalaje de DVD y fue uno de los primeros directores en participar en la transición de una película a los medios domésticos. La película fue lanzada en dos ediciones en DVD. La edición de un solo disco incluía un audiocomentario, mientras que la edición especial de dos discos incluía el audiocomentario, detrás de cámaras, escenas eliminadas, tráileres, anuncios de servicio público falsos, el vídeo musical promocional "This is Your Life", anuncios de Internet, galerías, biografías del reparto, guiones gráficos y materiales publicitarios. El director trabajó en el DVD como una forma de terminar su visión de la película. Julie Markell, vicepresidente de desarrollo creativo en 20th Century Fox, dijo que el paquete de DVD complementó la visión del director: "La película está destinada a hacerte preguntas. El paquete, por extensión, intenta reflejar una experiencia que debes experimentar por ti mismo. Cuanto más la mires, más obtendrás de ella." El estudio desarrolló el paquete durante dos meses. El DVD de la edición especial de dos discos se empaquetó para que parezca cubierto con una envoltura de cartón marrón. El título "Fight Club" estaba etiquetado diagonalmente en el frente, y el paquete parecía amarrado con cordel. Markell dijo, "Queríamos que el paquete fuera simple en el exterior, de modo que hubiera una dicotomía entre la simplicidad del envoltorio de papel marrón y la intensidad y el caos de lo que hay dentro." Deborah Mitchell, vicepresidente de marketing de 20th Century Fox, describió el diseño: "Desde el punto de vista minorista, [la caja DVD] tiene una increíble presencia en el estante."
En el año 2000, Fight Club ganó los premios de la Sociedad de Críticos de Cine en Línea por mejor DVD, mejor comentario en DVD y mejores materiales extra en DVD. Entertainment Weekly clasificó la edición de dos discos de la película en el primer lugar en su lista de "Los 50 DVD esenciales"  de 2001, otorgando las mejores calificaciones al contenido del DVD y a la calidad técnica de imagen y audio. Cuando la edición de dos discos se agotó, el estudio la relanzó en 2004 a pedido de los fanáticos. La película vendió más de 6 millones de copias en DVD y vídeo dentro de los primeros diez años, convirtiéndolo en uno de los ítems de formato casero más vendidos en la historia del estudio, además de recaudar más de 55 millones USD en alquiler de DVD y vídeo. Con un rendimiento de taquilla débil en los Estados Unidos y Canadá, un mejor rendimiento en otros territorios y el exitoso lanzamiento en DVD, Fight Club generó una ganancia de 10 millones USD para el estudio.
La edición en Laserdisc solo fue lanzada en Japón el 26 de mayo del 2000 y presenta una portada diferente, así como una de las pocas bandas sonoras Dolby EX lanzadas en LD.
La edición en VHS fue lanzada el 31 de octubre del 2000, como parte de la línea "Premiere Series" de 20th Century Fox. Incluye un cortometraje después de la película, titulado "Detrás de la pelea".
Fight Club fue lanzada en el formato disco Blu-ray en los Estados Unidos el 17 de noviembre de 2009. Fox Creative eligió a Neuron Syndicate para diseñar el arte para el empaquetado del formato, y Neuron le encargó a cinco artistas de grafiti que crearan 30 piezas de arte. El arte abarca la estética urbana que se encuentra en la Costa Este y la Costa Oeste de los Estados Unidos, así como las influencias del arte urbano europeo. La edición en Blu-ray inicia con una pantalla de menú para la comedia romántica Never Been Kissed protagonizada por Drew Barrymore antes de entrar a la verdadera pantalla del menú de Fight Club.  David Fincher obtuvo el permiso de Barrymore para incluir la pantalla del menú falso.